# Balyasny Asset Management
Balyasny Asset Management è una società di investimento finanziario statunitense ed hedge fund con sede a Chicago. Fondata nel 2001, ha uffici, al di fuori degli Stati Uniti, in Canada, Londra e Asia. Nell'agosto 2023 il patrimonio gestito (AUM) era di 21 miliardi di dollari.

## Storia
Balyasny Asset Management, fondata nel 2001 a Chicago da Dmitry Balyasny, Scott Schroeder e Taylor O'Malley, ha negoziato principalmente azioni long/short che, a partire dal 2020, rappresentavano il 70% del rischio dell'azienda.
Nei primi 16 anni della sua esistenza, la società ha raramente perso denaro e ha prodotto un rendimento annualizzato del 12%.
Tuttavia, nel 2018, la società ha sperimentato difficoltà significative senza precedenti, registrando grandi perdite di performance; i suoi asset in gestione sono diminuiti della metà da 12 miliardi di dollari a 6 miliardi di dollari e gli investitori clienti hanno ritirato i loro soldi dall'azienda. Lo stesso Balyasny ha inviato un'e-mail allo staff della società con questo oggetto: "Adattarsi o morire". Nella e-mail affermava senza mezzi termini che "ci stanno prendendo a calci nel sedere" e che le prestazioni della società "fanno schifo". Nell'e-mail ha anche affermato di non aver avvertito un "palpabile senso di urgenza" nella sala di negoziazione e ha fatto presente che gli investitori si chiedevano se lo staff si fosse unito alla società "in modo che potessero divertirsi a non lavorare troppo duramente".
Questa e-mail è finita nelle mani di Kenneth C. Griffin, fondatore e CEO di Citadel LLC. Balyasny Asset Management e Citadel LLC erano rivali nel settore degli hedge fund poiché all'epoca avevano entrambi sede a Chicago e spendevano molti soldi in una "guerra di talenti" in cui entrambi cercavano di rubare i migliori dipendenti dell'altro.  Griffin ha utilizzato questa e-mail in un incontro pubblico interno per i dipendenti, dicendo loro che questo era un esempio di cosa succede quando un'azienda ha una cultura aziendale scadente.  Balyasny Asset Management ha quindi tagliato 125 posti di lavoro, ovvero circa il 20% della forza lavoro dell'azienda. Balyasny ha affermato che gli errori del 2018 sono stati causati da un'eccessiva cautela e da un ambiente difficile per il capitale azionario lungo/corto.
Da allora, l'azienda ha subito alcuni cambiamenti significativi, tra cui l'assunzione di nuovi dipendenti, la modifica dell'approccio di gestione del rischio dell'azienda e la transizione verso un numero maggiore di investitori istituzionali come clienti piuttosto che individui ad alto patrimonio netto. Entro il 2019, l'azienda è tornata alla redditività.
Nel febbraio 2022, Balyasny ha dichiarato che l'azienda ha investito in startup private, una tendenza seguita anche da altri hedge fund come Tiger Global Management e Coatue Management. Nel marzo 2022, la società ha annunciato che avrebbe creato una nuova unità azionaria denominata Corbets Capital con uffici a New York e Greenwich, nel Connecticut.
A maggio 2022, la società aveva 15,7 miliardi di dollari di asset in gestione e 1.100 dipendenti, tra cui 470 professionisti degli investimenti. Ad agosto 2023, la società aveva 21 miliardi di dollari di asset in gestione.
Nel 2023, Balyasny ha aperto un ufficio a Dubai.  Nello stesso anno, la società è passata a “lock-up” più lunghi per il capitale degli investitori, garantendo un minimo di due anni per i prelievi.
Nel giugno 2023, l'azienda ha rilasciato la propria versione di ChatGPT ai propri dipendenti e nel gennaio 2024 è stato segnalato che l'hedge fund stava sviluppando un'intelligenza artificiale equivalente a un analista senior.
A dicembre 2023, la società ha affermato che i suoi asset in gestione erano prevalentemente (più della metà) diversificati in strategie che includevano investimenti in fase iniziale, materie prime e macro. Nel 2023 e nel 2024, la società ha aggiunto nuovi partner. A marzo 2024, aveva 23 partner.